# L'Arbitre (film)
Pour les articles homonymes, voir Arbitre.

пш
Pour plus de détails, voir Fiche technique et Distribution.
L'Arbitre (Арбитр, Arbitr) est un film russe réalisé par Ivan Okhlobystine, sorti en 1992.нт

## Fiche technique
- Titre original : Арбитр
- Titre français : L'Arbitre[1]
- Réalisation : Ivan Okhlobystine
- Scénario : Ivan Okhlobystine
- Photographie : Mikhaïl Moukasseï
- Musique : Artemi Artemiev
- Pays d'origine : Russie
- Format : Couleurs - 35 mm - Mono
- Genre : drame
- Durée : 85 minutes
- Date de sortie : 1992

## Distribution
- Ivan Okhlobystine : Andreï
- Rolan Bykov : Vladimir Ivanovitch
- Alexandre Soloviov : Arbitr
- Fiodor Bondartchouk : Roma
- Rimma Markova
- Anna Khmelnitskaïa : Anna
- Ksenia Katchalina
- Kirill Kozakov : Monakh
- Alexandre Gloviak : Ryji
- Stanislav Kostetski